# Acontia mesoleuca
Acontia mesoleuca là một loài bướm đêm trong họ Noctuidae.